# Morrito
Morrito est une municipalité nicaraguayenne du département du Río San Juan au Nicaragua.